# Yoshiobodes ornatus
Yoshiobodes ornatus är en kvalsterart som beskrevs av Sandór Mahunka 1987. Yoshiobodes ornatus ingår i släktet Yoshiobodes och familjen Carabodidae. Inga underarter finns listade i Catalogue of Life.